# Boca de Aroa (Venezuela)
Pour les articles homonymes, voir Boca de Aroa, Boca et Aroa.
Boca de Aroa est la capitale de la paroisse civile de Boca de Aroa de la municipalité de José Laurencio Silva dans l'État de Falcón au Venezuela. Située au bord de l'océan Atlantique et bordée de plages, elle est séparée de la localité voisine de Las Delicias par le río Aroa qui se jette dans l'océan.